# シクロブタンカルボン酸
シクロブタンカルボン酸（英語: cyclobutanecarboxylic acid）は、化学式が C
4H
7CO
2H で表される有機化合物である。無色の不揮発性液体である。1,1-シクロブタンジカルボン酸の脱炭酸により合成できる  。シクロブタンカルボン酸は有機合成における中間体である。例えば、シクロブチルアミンの前駆体である。